# Cron
cron — утиліта в операційних системах Unix і Linux, яка дозволяє користувачам виконувати команди або скрипти (групи команд) автоматично в заданий час. Назва cron походить від грецького слова χρόνος (chronos), що означає «час», помилково записаного як cron Кеном Томпсоном.

## Файл завдань crontab
Кожен користувач системи має свій файл завдань crontab (за даними деяких джерел, назва файлу походить від cron table), в якому описано, в який час і які команди і програми запускати від імені цього користувача.

### Параметри запуску crontab
Для редагування файлу crontab використовується спеціальна однойменна команда crontab, яка дозволяє не переривати процес cron на час редагування:
- -е — команда запускання файлу crontab для його редагування. (англ. edit)
- -l — команда запускання файлу щоб продивитися його зміст. (англ. list)
- -r — видалити crontab файл для цього користувача (видалити свій crontab) . (англ. remove)

### Таблиця crontab
Кожний рядок у файлі crontab складається з п'яти колонок, що відокремлюються пробілами чи табуляціями. Стовпчики задають час виконання (Хвилина, Година, День, Місяць, День тижня), в них може міститися число, список чисел, або символ '*'. Решта символів в рядку інтерпретуються як виконувана команда та її параметри. 
```
# .---------------- хвилина (0 - 59) 

# |  .------------- година (0 - 23)

# |  |  .---------- день місяця (1 - 31)

# |  |  |  .------- місяць (1 - 12) АБО jan,feb,mar,apr ... 

# |  |  |  |  .---- день тижня (0 - 6) (неділя=0 чи 7) АБО sun,mon,tue,wed,thu,fri,sat

# |  |  |  |  |

  
*
  
*
  
*
  
*
  
*
  
виконувана
 
команда

```

## Оператори
Є кілька способів визначення кількох значень часу для однієї команди:
- Кома (',') оператор визначає список значень, наприклад: 1,3,4,7,8
- Тире ('-') оператор визначає діапазон значень, наприклад: 1-6, (теж саме що і 1,2,3,4,5,6)
- Зірочка ('*') оператор визначає всі можливі значення. Наприклад, друга зірочка означає кожну годину.
- Слеш ('/') оператор визначає крок значень, наприклад: */6, (теж саме що 0,6,12,18,24....)

### Нестандартні макроси
Деякі реалізації cron підтримують наступні нестандартні макроси:
| Макрос                  | Опис                                      | Еквівалент |
| ----------------------- | ----------------------------------------- | ---------- |
| @yearly (або @annually) | Виконання щороку опівночі 1 січня         | 0 0 1 1 *  |
| @monthly                | Виконання щомісяця опівночі першого числа | 0 0 1 * *  |
| @weekly                 | Виконання щотижня опівночі (у неділю)     | 0 0 * * 0  |
| @daily (або @midnight)  | Виконання кожної доби опівночі            | 0 0 * * *  |
| @hourly                 | Виконання щогодини (на початку години)    | 0 * * * *  |
| @reboot                 | Виконання під час запуску демона          | N/A        |

@reboot обумовлює виконання під час запуску демона. Оскільки перезапуск самого cron є нетиповим випадком, фактично виконання відбувається під час запуску оперційної системи, тобто простий перезапуск демону не призводить до виконання завдань, визначених у @reboot. Така поведінка притаманна деяким реалізаціям cron, наприклад у Debian.
@reboot може використовуватись у випадку необхідності запуску завдання від користувача, якщо цей користувач не може змінити конфігурацію init для запуску відповідних програм.

### Приклад
Щодня через одну хвилину після опівночі видалити вміст файлу /www/apache/logs/error_log:

```
01
 
00
 
*
 
*
 
*
 
cat
 
/dev/null
 
>
 
/www/apache/logs/error_log

```

## Змінні середовища
Змінні середовища що впливають на роботу cron
- HOME — шлях до домашньої директорії користувача.
- LOGNAME — ім'я користувача для входу в систему.
- PATH  — шлях пошуку стандартних інструментів.
- SHELL — шлях до оболонки командного інтерпретатора.
- EDITOR i VISUAL — назва текстового редактора що використається для редагування crontab. За замовчуванням цим редактором буде Vi.
- LANG, LC_ALL, LC_CTYPE, LC_MESSAGES змінні для інтернаціоналізації.

## Приклад файлу crontab
```
#Як звичайно, з символу # починаються коментарі

# Як командний інтерпретатор використовувати /bin/sh:

SHELL
=
/bin/sh

# Результати роботи надсилати на цю адресу

MAILTO
=
my@example.org

# Додати в PATH

PATH
=
$PATH
:
$HOME
/bin

# # # # Тут починаються завдання

# Виконувати кожен день в 0 годин 5 хвилин, результат складати в log/daily:

5
 
0
 
*
 
*
 
*
 
$HOME
/bin/daily.job>>
 
$HOME
/log/daily
 
2
>
 
&
 
1

# Виконувати першого числа кожного місяця:

15
 
14
 
1
 
*
 
*
 
$HOME
/bin/monthly

# Виконувати кожного робочого дня в 22:00:

0
 
22
 
*
 
*
 
1
-5
 
echo
 
"Пора додому"

23
 
*/2
 
*
 
*
 
*
 
echo
 
"Виконується в 0:23, 2:23, 4:23 і т. д."

5
 
4
 
*
 
*
 
sun
 
echo
 
"Виконується в 4:05 в неділю"

0
 
0
 
1
 
1
 
*
 
echo
 
"З новим роком!"

15
 
10
,13
 
*
 
*
 
1
,4
 
echo
 
"Цей напис виводиться в понеділок і четвер в 10:15 та 13:15"

```

## Історія

### Ранні версії
В Unix Версії 7 cron був написаний Браяном Керніганом і був демоном (програмою-сервісом). Він працював за простим алгоритмом: 
1. Прочитати crontab
2. Якщо якась команда має поточну дату і час запускати її як root користувач.
3. Чекати хвилину
4. Повторити крок 1.

В університеті Пердью в кінці 1970-х років в експерименті для 100 користувачів система VAX з таким алгоритмом зазнала занадто велике навантаження. 
Наступні версії cron були створені з метою розширити можливості для системи Unix, яка має багатьох користувачів. Алгоритм, який використовується в цих cron, виглядає таким чином:
1. На початковому етапі або коли є зміни знайти crontab файли для всіх користувачів системи.
2. Для кожного crontab визначити коли в майбутньому команда повинна бути виконана.
3. Додати цю команду до списку команд за часом
4. Основний цикл:
  1. Визначити коли в майбутньому команда з списку повинна бути запущена.
  2. Спати протягом цього часу.
  3. По пробудженню і після перевірки правильності часу, виконати команду з привілеями користувача, який володіє файлом crontab.
  4. Визначити коли в майбутньому команда з списку повинна бути запущена.

### Сучасні версії
Зараз існує декілька різних утиліт з функціональністю cron. Найпоширенішим з них є Vixie cron (створено 1987 року). Версія 3 Vixie cron була випущена в кінці 1993 року. З версії 4.1 в січні 2004 року вона була перейменована в ICS Cron. Версія 3 з деякими дрібними виправленнями використовується в більшості дистрибутивів Linux і системах BSD.
Інші популярні реалізації cron — anacron і fcron. anacron дозволяє виконати команду навіть якщо час для запуску було пропущено (наприклад, комп'ютер було вимкнено). anacron не є самостійною і вимагає наявності cron.

## Зноски
1. ↑  What is the etymology of cron. Процитовано 23 грудня 2015.
2. ↑  Origin of the word cron?. Архів оригіналу за 2 липня 2019. Процитовано 2 липня 2019.
3. ↑  FreeBSD File Formats Manual for CRONTAB(5). The FreeBSD Project. Архів оригіналу за 1 лютого 2017. Процитовано 2 липня 2019.
4. ↑  Bugs.debian.org. Bugs.debian.org. Архів оригіналу за 2 липня 2019. Процитовано 6 листопада 2013.